# První dělení Polska
První dělení Polska proběhlo v roce 1772 jako první ze tří dělení, která měla za následek zánik Polsko-litevské unie roku 1795. Zvyšující se moc ruské říše ohrožovala Pruské království i habsburskou monarchii a byla hlavním motivem prvního dělení Polska.
Hlavním tvůrcem plánu na anexi polského území byl pruský král Fridrich Veliký. Části území Polsko-litevské unie byly rozděleny mezi jeho silnější sousedy (Rakousko, Rusko a Prusko), aby došlo k obnovení rovnováhy sil mezi těmito třemi zeměmi.
Polský Sejm, neschopný zorganizovat účinnou obranu proti vpádu cizích vojsk, ratifikoval anexi svého území v roce 1773 během Rozdělovacího Sejmu (Sejm Rozbiorowy), svolaného výše zmiňovanými státy.

## Pozadí události
Na konci 18. století již Polsko-litevská unie nepatřila mezi jednu z hlavních evropských mocností a v podstatě byla protektorátem (nebo vazalským či satelitním státem) ruské říše. Ruský car si během voleb polského krále fakticky sám vybíral jméno nového panovníka a rozhodoval o velké části vnitřní politiky země.
První dělení bylo důsledkem proměny rovnováhy sil v Evropě po ruském vítězstvími proti Osmanům v rusko-turecké válce (1768–1774), které posílilo vliv Ruska a ohrozilo habsburské zájmy v regionu, a to zejména v Moldavsku a Valašsku. Rakousko se poté začalo vážně zaobírat vyhlášením války Rusku.
Francie, jež chovala sympatie vůči Osmanské říši, ale také k Prusku a Rakousku, navrhovala řadu územních změn, které by neoslabily postavení Turecka ve prospěch Rakouska a Ruska. Na oplátku by Rakousko bylo kompenzováno částí pruského Slezska a Prusko by získalo Varmii s kuronským a zemgalským vévodstvím.
Fridrich II. neměl v úmyslu vzdát se Slezska, které nedávno získal ve slezských válkách, ale také hledal mírové řešení nastalé situace. V té době platná spojenecká smlouva Pruska s Ruskem ho v případě propuknutí války mezi Ruskem s Rakouskem zavazovala k vojenské pomoci Romanovcům; kromě toho sedmiletá válka vyprázdnila pruskou státní pokladnu a zdecimovala armádu. Pruský král měl stejně jako francouzský panovník zájem chránit slábnoucí Osmanskou říši, možného spojence v případě vypuknutí válečného stavu mezi Pruskem a Rakouskem (či Ruskem).
Fridrichův bratr, princ Jindřich, strávil zimu 1770–1771 jako pruský diplomat v Petrohradě. Když Rakousko roku 1769 anektovalo 13 polských měst v uherské Spišské oblasti v rozporu s lubowlskou smlouvou, Kateřina II. a její poradce generál Ivan Grigorjevič Černyšov navrhli Jindřichovi, aby si Prusko na oplátku nárokovalo některé z polských území, například Varmii. Poté, co Jindřich svého bratra informoval o ruském návrhu, Fridrich II. sestavil plán rozdělující polské pohraničí mezi Rakousko, Prusko a Rusko, přičemž největší území mělo připadnout mocensky oslabenému Rakousku.

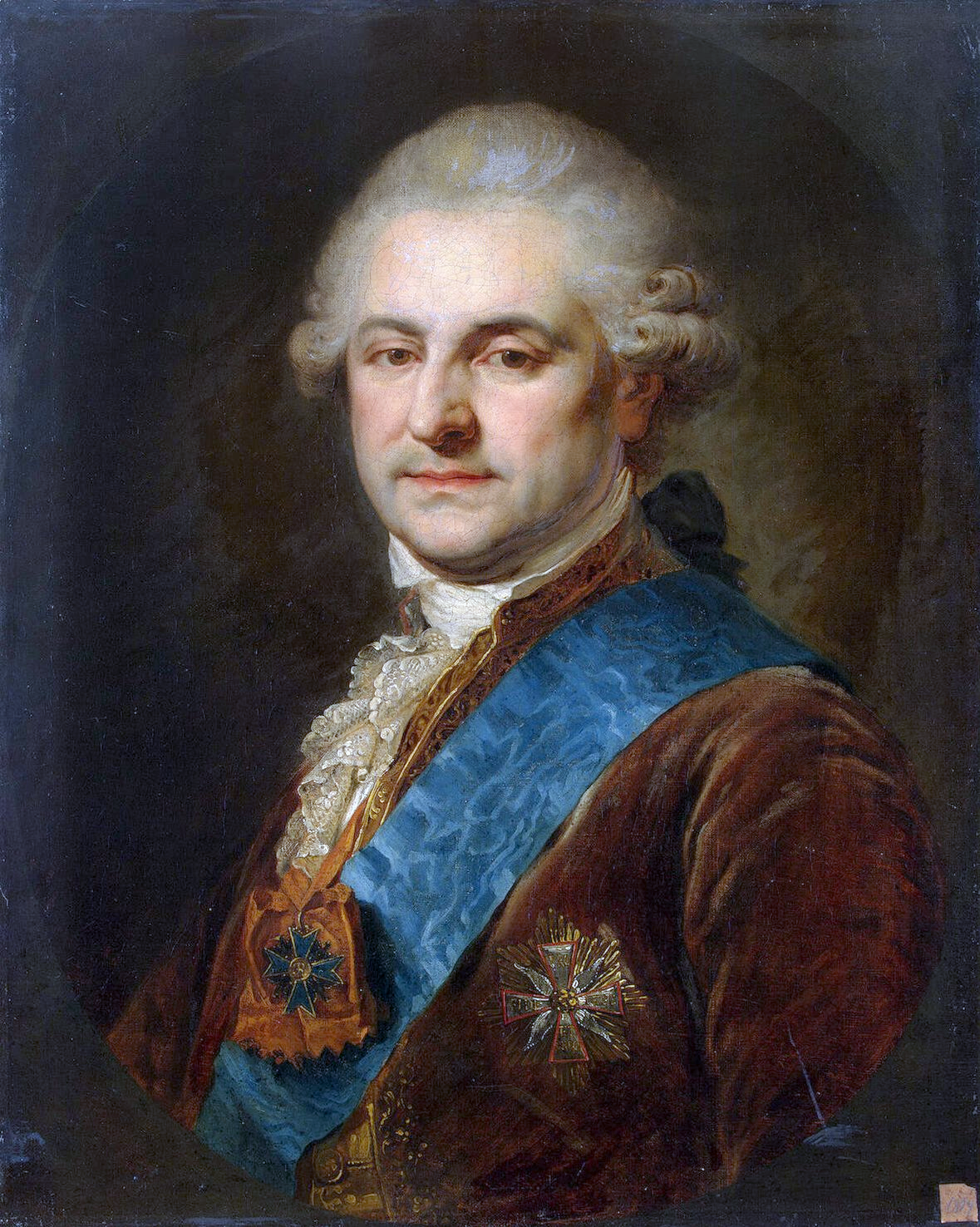
Polský král Stanislav II. August Poniatowski

Fridrich se tak pokoušel přimět Rusko, aby svou expanzivní politiku směřovalo na Polsko místo na Osmanskou říši. Po několik desetiletí Rusko považovalo mocensky oslabenou Polsko-litevskou unii za svůj protektorát, stabilizující rovnováhu sil ve středoevropském prostoru. Po povstání Barské konfederace proti polskému králi Stanislavu II., povstání rolníků a kozáků na Ukrajině roku 1768 (tzv. Kolištizna) a kvůli zmenšující se loajalitě polského panovníka ale dospěla ruská carevna k názoru, že existence samostatného polského státu přestává být pro Rusko výhodná.
Po obsazení podunajských knížectví Ruskem přesvědčil princ Jindřich svého bratra a Marii Terezii o nutnosti znovunastolit rovnováhu sil rozdělením polských území mezi zainteresované tři velmoci. Díky nátlaku pruského krále, který již dlouho hodlal anektovat severní polskou provincii Královské Prusko, se tři mocnosti dohodly na prvním dělení Polska.
Neúspěšný pokus o únos krále Stanislawa II. z 3. listopadu 1771, provedený spiklenci napojenými na Barskou konfederaci, se stal přímou záminkou pro První dělení Polska. Všechny tři panovnické dvory rozpoutaly proti Polsku informační kampaň a tvrdily, že vnitřní problémy Polsko-litevského soustátí ohrožují bezpečnost jeho sousedů.
Rozhodnutí o rozdělení polského území padlo v Petrohradě v polovině roku 1771, ale ruský velvyslanec Kasper von Saldern dostal příkaz zatím neinformovat polskou stranu.

## Dělení území
Již v letech 1769–1771 obsadilo Rakousko i Prusko některé z polských pohraničních území; Rakousko v letech 1769-1770 připojilo ke své říši Provincii 13 spišských měst, Czorsztyn, Stary Sącz a Nowy Targ, Prusko obsadilo Lębork a Bytów. Začátkem srpna 1772 pak ruské, pruské a rakouské jednotky vstoupily do Polska a obsadily dohodnutá území. Smlouvy týkající se dělení byly podepsány v Petrohradě 5. srpna 1772.

Alegorie Prvního dělení Polska. Zleva: Kateřina Veliká, císař Svaté říše římské Josef II. a Fridrich Veliký.

Smlouva o rozdělení byla ratifikována 22. září 1772. Pruský zábor byl sice nejmenší, ale byl hospodářsky rozvinutý a strategicky důležitý. Prusko obsadilo většinu z polského královského Pruska včetně Varmie, což umožnilo spojení východního Pruska a Braniborska. Prusko též anektovalo severní oblasti Velkopolska podél řeky Noteć a severní Kujavsko; města Gdaňsk a Toruň ale zůstala Polsku. V roce 1773 se území anektovaná Pruskem stala novou provincií Západní Prusko. Celkově Prusko získalo 36 000 km2 území s asi 600 000 obyvateli. Podle Jerzy Surdykowského Fridrich Veliký podporoval německou kolonizaci a germanizaci na nově přičleněných územích. Za jeho vlády do Pomořanska přišlo na 26 000 Němců, kteří ovlivnili etnickou skladbu regionu, majícího kolem 300 000 obyvatel. Podle Christophera Clarka tvořili německy mluvící protestanti v některých anektovaných oblastech až 54 % populace (a celých 75 % v městských oblastech), což byl o století později jeden z argumentů sloužící k ospravedlnění anexe nacionalisticky zaměřenými německými historiky.
I přes symbolickou kritiku Marie Terezie považoval rakouský politik Václav Antonín z Kounic rakouský zábor za dostatečný. Přestože mělo Rakousko nejmenší zájem na dělení polského území, získalo celých 83 000 km2 s 2 650 000 obyvateli. Rakousko získalo Zátor, Osvětim a část Malopolska včetně bohatých solných dolů v Bochni a Wieličkách; město Krakov zůstalo Polsku.
Ruský zábor byl územně největší, ale ekonomicky nejméně významný. Rusko získalo území Polsko-litevské unie východně od linie tvořené řekami Daugava, Druc a Dněpr, část Polskem ovládaného Livonska a dnešního Běloruska. Anektované území zaujímalo okolo 92 000 km2 s 1 300 000 obyvateli. 
Po prvním dělení ztratilo Polsko asi 211 000 km2 (30 % svého území) a čtyři až pět milionů obyvatel, což byla asi třetina populace dosud čtrnáctimilionového státu.

## Rozdělovací Sejm

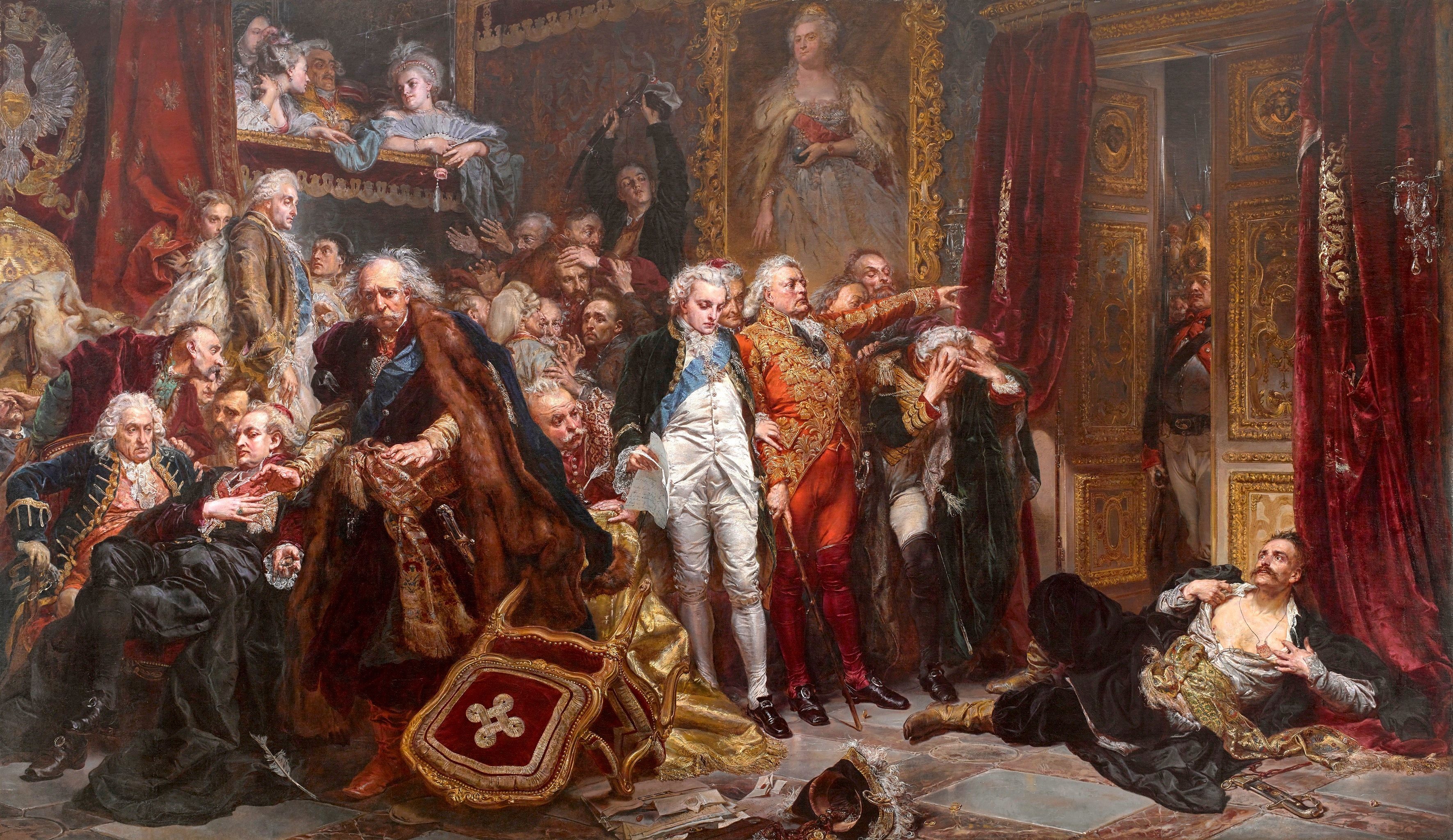
Obraz Rejtan (též nazývaný Pád Polska), olej na plátně od Jana Matejky, 1866. Obraz zobrazuje protest Tadeusze Rejtana (vpravo dole) proti Prvnímu dělení Polska během Rozdělovacího Sejmu v roce 1773.

Po obsazení území tři mocnosti požadovaly, aby polský panovník a Sejm uznali jejich akci. Stanislav II. August se obrátil o pomoc na státy Západní Evropy, ty ale reagovaly na rozdělení země s lhostejností; jen několik málo osobností (jako například Edmund Burke) projevilo svůj nesouhlas s anexí. První dělení Polska odmítly akceptovat pouze dvě země, a to Osmanská a Perská říše.
Polsku nikdo nepřišel na pomoc a armády tří velmocí obsadily hlavní město Varšavu. Polští představitelé státu, kteří se stavěli proti uznání anexe, byli zastrašováni ruským velvyslancem Otto von Stackelbergem, který vyhrožoval zničením celé Varšavy pokud nezmění svůj názor. Odbojným Polákům též měla hrozit poprava, konfiskace majetku, či mělo dojít k další anexi polského území. Podle Edwarda Corwina byli někteří polští senátoři dokonce zadrženi a deportováni na Sibiř.
Místní zemská shromáždění (Sejmiky) odmítala zvolit zástupce do Sejmu a na zasedání vedené maršálkem Sejmu Michałem Hieronimem Radziwiłłem a Adamem Ponińským (jenž byl jeden z mnoha polských šlechticů podplacených Rusy) dorazila méně než polovina předpokládaných účastníků.
Navzdory úsilí některých zástupců Sejmu došlo 18. září 1773 k podepsání smlouvy o uznání anexe, čímž se Polsko-litevská unie vzdala všech nároků na ztracená území.